# Shōji Nonoshita
Shōji Nonoshita (埜下 荘司?, Nonoshita Shōji; Prefettura di Ehime, 24 maggio 1970) è un ex calciatore giapponese, di ruolo difensore.